# Marco Antonio Cortez Lara
Marco Antonio Cortez Lara (ur. 10 grudnia 1957 w Chiclayo) – peruwiański duchowny rzymskokatolicki, od 2006 biskup Tacna y Moquegua.

## Życiorys
Święcenia kapłańskie przyjął 3 lutego 1985 i został inkardynowany do diecezji Chiclayo. Po święceniach odbył studia specjalistyczne w Rzymie i Pampelunie. W 1990 został wicerektorem, zaś w 1995 rektorem diecezjalnego seminarium. W 2004 objął probostwo w Ferreñafe.
18 marca 2005 papież Jan Paweł II mianował go biskupem koadiutorem diecezji Tacna y Moquegua. Sakry biskupiej udzielił mu 4 maja 2005 ówczesny biskup tejże diecezji, José Hugo Garaycoa Hawkins. 1 września 2006 objął pełnię rządów w diecezji.